# Сюен Дзан
Сюен Дзан (на китайски 玄奘) (602 - 664) китайски будистки монах, учен, философ, пътешественик.
От 629 до 645 извършва пътешествие от Китай в Индия. През 629 тръгва от Сиан на северозапад, през северните оазиси на Кашгария, пресича Тяншан и река Чу и достига до Ташкент и Самарканд. От там продължава на юг, описва десния бряг на река Амударя между 66° и 69° и.д. и по долината на река Кабул се спуска до Инд. Две години Сюен Дзан живее в Кашмир, повече от пет години – в Непал и около седем години пътешества по Северна Индия и по приморските, източни и западни области, като пресича п-ов Индостан между 12° и 15° с.ш. След това той се движи на север през западните приморски области, а по пътя към устието на Инд прониква в Централна Индия, като се изкачва по река Нармада до изворите ѝ. Продължава на север, достига до река Пяндж и описва планинската област Вахан, заето от планини с различна височина и известна със своите студени ветрове и малки, но много издръжливи коне. През Памир и южните оазиси на Кашгария през 645 се завръща в Сиан. По материалите, събрани по време на 16-годишното му пътешествие, през 648 съставя „Записки за западните страни“, ценен историко-географски източник, който придобива огромна популярност през следващите векове.
Сюен Дзан донася от Индия 657 текста на санскрит. Той получава поддръжка от императора и организира голямо училище за техните преводи и привлича за тази работа многочислени ученици от цяла Източна Азия. Превежда на китайски език 1330 съчинения от санскрит. В резултат от дейността на създаденото от него училище за преводи е основана будистка школа, която се разпространява и в Япония.